# Python (filme)
Python (br: Python: A Cobra Assassina; pt: Python) é um filme de 2000, do gênero terror, dirigido por Richard Clabaugh.
Em seu elenco, destaque para Robert Englund (conhecido por seu papel como Freddy Krueger na série de filmes A Hora do Pesadelo), William Zabka (Johnny, da trilogia Karatê Kid), Wil Wheaton, Casper Van Dien, Jenny McCarthy, Keith Coogan, Dana Barron (Audrey, de Férias Frustradas), David Bowe (Freaklândia - O Parque dos Horrores e Air America - Loucos Pelo Perigo) e Sean Whalen (Batman, o Retorno e O Pentelho).

## História
Após um acidente com um avião militar, que cai próximo a uma pequena cidade norte-americana, uma cobra gigante começa a atacar a população. Os moradores da região lutam para descobrir uma forma de eliminar a ameaça e, para isso, pedem a ajuda de um cientista (Robert Englund) que tem informações sobre o animal.

## Elenco
- Frayne Rosanoff - John Cooper
- Robert Englund - Dr. Anton Rudolph
- Casper Van Dien - Agente Bart Parker
- William Zabka - Greg Larson
- Dana Barron - Kristin
- Sara Mornell - Theresa
- Wil Wheaton - Tommy
- Jenny McCarthy - Francesca Garibaldi
- Chris Owens - Brian Cooper
- Sean Whalen - Lewis Ross
- Gary Grubbs - Xerife Griffin Wade
- Theo Pagones - Doosten
- Scott Williamson - Kenny Summers
- David Bowe - Boone
- Keith Coogan - Lenny
- John Franklin - Floyd Fuller
- Frank Welker - Python (voz)

## Reçepção
Python recebeu críticas mistas. Os críticos elogiaram o elenco, mas criticou os efeitos especiais e enredo. Outros achavam que era um filme de televisão acima da média, com bons efeitos especiais. No entanto, apesar da recepção inicial, é agora considerado como um clássico filme cult, e tem uma base de fãs dedicados. Muitas pessoas chamaram de um rip-off de Anaconda.